# Detlef Vetten
Detlef Vetten (* 1956) ist ein deutscher Sportjournalist.

## Werdegang
Der Sohn des Journalisten Horst Vetten widmete sich der Schauspielerei und wurde dann als Berichterstatter bei der Schwäbischen Zeitung tätig. Er arbeitete für die Abendzeitung in München und leitete das Sportressort bei der Zeitschrift Stern. 1998 legte er ein Buch über den Sportartikelhersteller Adidas vor, in dem er sich unter anderem mit der Geschichte des Unternehmens befasste. Zu Jahresbeginn 2001 trat er seinen Dienst als Chefredakteur der Fachzeitschrift Sport Business an.
Vetten betätigte sich als freier Journalist, veröffentlichte als solcher Berichte in zahlreichen Zeitungen und Zeitschriften, darunter Spiegel, Tagesspiegel, Zeit, Geo und Playboy. Er war ab August 2011 Sportchefreporter der Nachrichtenagentur dapd. Für seinen im Olympia-Buch Stars & Spiele erschienenen Beitrag Besessen vom „armen Sport“ gewann Vetten 2012 beim vom DOSB geförderten Berufswettbewerb des Verbandes Deutscher Sportjournalisten den dritten Preis. Vetten wurde ebenfalls mehrmals vom Verband Deutscher Sportjournalisten ausgezeichnet. Beim Opernmagazin Orpheus war Vetten Textchef.
Vetten veröffentlichte Bücher über Sportpersönlichkeiten wie Henry Maske, Jupp Heynckes, Carlo Ancelotti, Gerd Schönfelder sowie Sportgroßereignisse wie Olympische Spiele, Welt- und Europameisterschaften im Fußball, mehrmals in Zusammenarbeit mit Ulrich Kühne-Hellmessen.
2011 veröffentlichte Vetten das Buch 50 Tage lebenslänglich: Meine Erlebnisse in der geschlossenen Psychiatrie, in dem er seine sportliche Betätigung, seine Alkoholprobleme und seine Einweisung in die Psychiatrie beschrieb.